# Bogoslowskoje-Friedhof

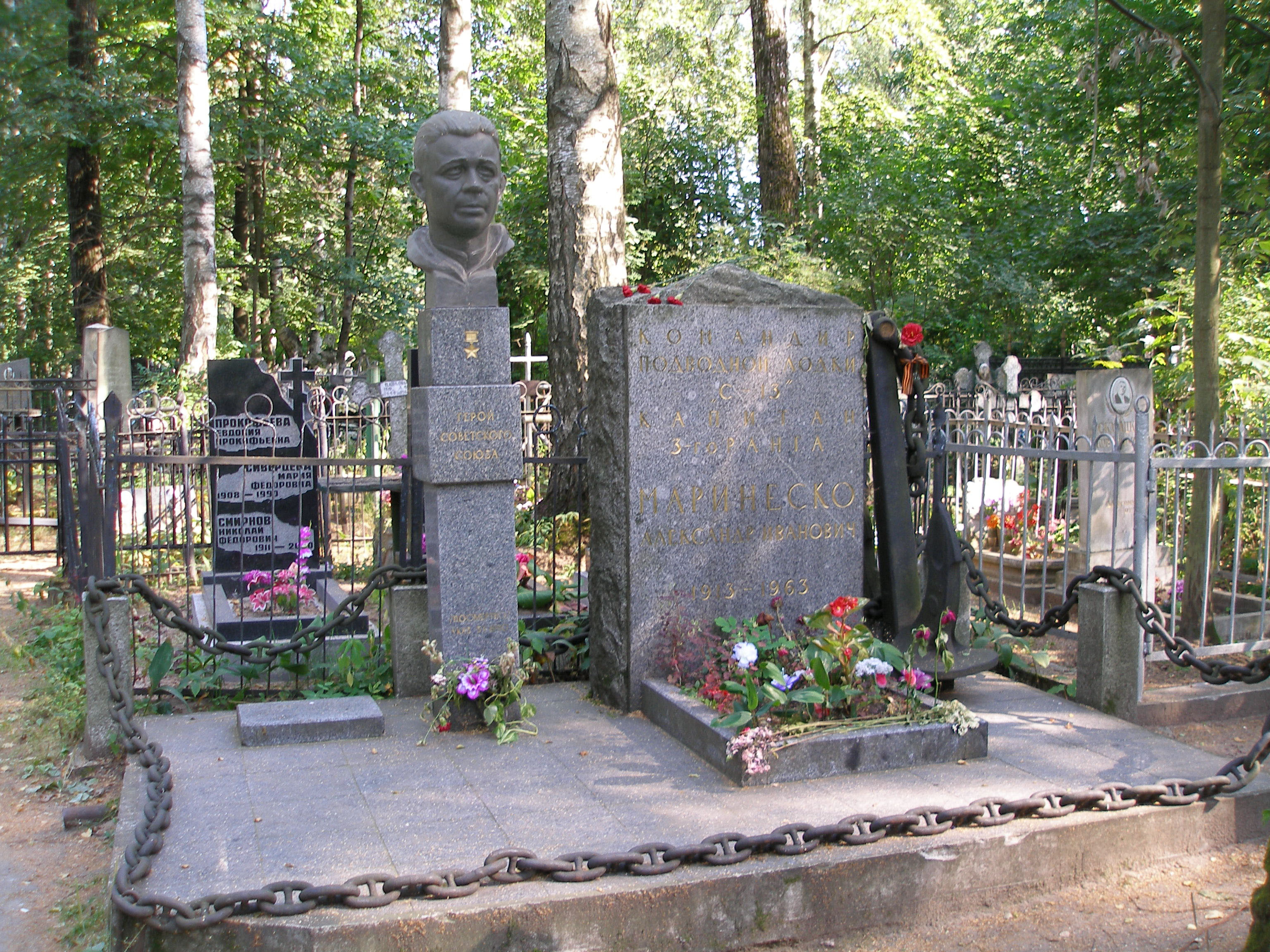
Grabstätte von Alexander Marinesko

Der Bogoslowskoje-Friedhof ist ein Friedhof in Sankt Petersburg. Er ist nach dem Apostel Johannes (auf Russisch auch Ioann Bogoslov) benannt.

## Gräber prominenter Personen
- Ljubow Bogomolowa (1902–1983), Hämatologin und Hochschullehrerin
- Olga Della-Vos-Kardowskaja (1875–1952), Malerin
- Olga Michailowna Freudenberg (1890–1955), Klassische Philologin
- Wladimir Gowyrin (1924–1994), Physiologe
- Jewpraksija Gurjanowa (1902–1981), Hydrobiologin, Zoogeographin und Hochschullehrerin
- Wladimir Ingal (1901–1966), Bildhauer
- Natalja Kind (1917–1992), Geologin
- Wiktor Kotschedamow (1912–1971), Architekt, Historiker und Hochschullehrer
- Jewgeni Kreps (1899–1985), Physiologe und Hochschullehrer
- Alexandra Machrowskaja (1917–1997), Architektin, Stadtplanerin und Städtebauerin
- Alexander Marinesko (1913–1963), U-Boot-Kommandant
- Jewgeni Mrawinski (1903–1988), Dirigent
- Dmitri Olderogge (1903–1987), Afrikanist
- Joseph Orbeli (1887–1961), sowjetisch-armenischer Orientalist und Direktor des Kunstmuseums Eremitage
- Marija Leonowna Orbeli (1916–1949), Kernphysikerin
- Leon Orbeli (1882–1958), Physiologe
- Wera Ossipowa (1875–1954), Psychologin
- Jewgeni Pawlowski (1884–1965), Mediziner und Zoologe
- Nina Pelzer (1908–1994), Schauspielerin, Tänzerin und Tanzlehrerin
- Taras Sokolow (1911–1979), Kybernetiker und Hochschullehrer
- Wladimir Swiderski (1931–2013), Physiologe
- Wladimir Wassiljew (1921–1970), Schauspieler
- Kusma Wyssozki (1911–1940), Offizier
- Wiktor Zoi (1962–1990), Rocksänger